# De vrais mensonges
Pour plus de détails, voir Fiche technique et Distribution.
De vrais mensonges est un film français réalisé par Pierre Salvadori, sorti en 2010.

## Synopsis
Un jour de printemps, Émilie (Audrey Tautou), qui vient d'ouvrir un salon de coiffure avec Sylvia (Stéphanie Lagarde) une amie, reçoit une lettre d'amour anonyme. Elle la jette tout d'abord, mais y voit finalement le moyen de sauver sa mère Maddy (Nathalie Baye), qui ne s'est jamais remise du départ de son père (Daniel Duval). Émilie adresse donc cette lettre à sa mère, sans s'imaginer la kyrielle de problèmes que son geste va engendrer.

## Fiche technique
- Titre : De vrais mensonges
- Titres internationaux : Beautiful Lies et Full Treatment
- Réalisation et dialogues : Pierre Salvadori
- Scénario : Pierre Salvadori et Benoît Graffin
- Production : Philippe Martin
- Coproduction : Serge Hayat (Association de représentation des SOFICAs)
- Sociétés de production : Les Films Pelléas, TF1 Films Production, Tovo Films
- Participation à la production : Canal+, Coficup, Backup Films, Wild Bunch, Cinémage 4, CinéCinéma, le CNC, la région Languedoc-Roussillon, Soficapital, Dévelopimage, la Procirep et l'Angoa-Agicoa

- Production déléguée : Florian Mole
- Budget : 12.35M€[1]
- Photographie : Gilles Henry
- Montage : Isabelle Devinck
- Costumes : Virginie Montel
- Cascades : Patrick Cauderlier et Alexandre Cauderlier
- Supervision musicale : Valérie Lindon
- Musique : Philippe Eidel
- Décors : Philippe Cord'homme
- Pays  :  France
- Langues : français, avec quelques séquences en chinois et en anglais
- Format : couleur - 35 mm - 1.85 : 1 - Cinemascope
- Son : Dolby Digital
- Genre : comédie romantique
- Visa d'exploitation n° 119607
- Date de sortie : 8 décembre 2010
- Box-office France : 545 662 entrées
- Box-office Europe : 808 877 entrées[2]

## Distribution
- Audrey Tautou : Émilie
- Nathalie Baye : Maddy, la mère d'Émilie
- Sami Bouajila : Jean
- Stéphanie Lagarde : Sylvia, l'associée d'Émilie
- Judith Chemla : Paulette, l'employée timide
- Daniel Duval : le père d'Émilie
- Cécile Boland : La cliente à la frange
- Didier Brice : L'homme au magazine
- Yilin Yang : Cliente chinoise 1
- Qiu Lan : Cliente chinoise 2
- Patrice Bouret : Monsieur Pastor
- Paul Morgan : Mister Isaac
- Santiago Reyes : Le traducteur

## Production

### Tournage
Le film a été tourné entre juin et août 2009, en majorité à Sète, notamment dans le quai de Bosc et le quartier Victor Hugo.
Quelques séquences ont été tournées à Paris, rue des Barres.

## Bande originale
Sauf indication contraire, les informations mentionnées dans cette section peuvent être confirmées par le générique de fin de l'œuvre audiovisuelle présentée ici, ainsi que par la base de données cinématographiques IMDb,  présente dans la section « Liens externes ».
La bande originale du film est signée Philippe Eidel. Le pré-générique de fin est illustré par la chanson Amore Di Carta, écrite par Philippe Eidel et Lucilla Galeazzi, interprétée par Lucilla Galeazzi et Flavia Coelho.
Parmi les musiques additionnelles (choisies par Valérie Lindon - Ré Flexe Music), on peut trouver les titres suivants :
- Never Forget You - les Noisettes,
- Big City Life (en) - Mattafix,
- Les Indes galantes - séquence Les Sauvages - Jean-Philippe Rameau
- People Gonna Talk (en)- James Hunter (chanson servant aux génériques de début et de fin - extrait de son album éponyme)

## Distinctions

### Nominations
- Gérard du Cinéma 2011 :
  - Gérard du désespoir féminin pour Audrey Tautou
  - Gérard du petit cul pour Audrey Tautou
- Sélection au COLCOA 2011